# 庫倫達平原
庫倫達平原（俄語：Кулундинская равнина）是俄羅斯和哈薩克的沖積平原，位於鄂畢河和額爾齊斯河之間的西西伯利亞平原，是西西伯利亞重要的農業區。由阿爾泰邊疆區和巴甫洛達爾州負責管轄，面積約100,000平方公里。

## 地理
該草原位於西西伯利亞平原南部的鄂畢河和額爾齊斯河之間，鄂畢高原以西。草原景觀佔主導地位，尤其是在平原的北部和東部，橫跨俄羅斯的阿爾泰邊疆區和哈薩克的巴甫洛達爾州 ， 北部在新西伯利亞州有一小段，南部在東哈薩克州有一小段。
巴拉巴草原位於西北部。這兩個平原之間的邊界沒有明確界定。傳統上，它是在北緯54度進行的。
1. ↑  亞歷山大·普羅霍羅夫 (编). .  (in 30 vols, 1969-1978) 3rd （Russian）.
2. ↑  . docs.cntd.ru. 12 October 2011 （russian）.